# پدر (فیلم ۲۰۰۰)
پدر (انگلیسی: Father) فیلمی در ژانر کمدی-درام است که در سال ۲۰۰۰ منتشر شد.